# Renga
A renga (連歌, kooperatív költészet) olyan japán együttműködő költészeti műfaj, amelynél egynél több szerző vesz részt a mű megírásában. Egy renga legalább két kuból (句; paragrafus, frázis) vagy versszakból áll. A renga nyitó versszakát hokkúnak (発句) hívják, ami az újszerű haiku költészetnek vált az alapjává.
A két leghíresebb rengamester a buddhista pap Sógi (1421–1502) és Macuo Basó (1644–1694) voltak.

## Eredete
Az egyik legfontosabb irodalmi művészetnek számított a renga az újkort megelőző időszakban. A legkorábbi renga, ami fennmaradt még a Man'yōshū- ben megtalálható, ahol Ótomo no Yakamochi és egy buddhista apáca (尼 ama) verseket készítettek, illetve hangzás alapján átalakították a versek szótagszámát 5-7-5 és 7-7 számokra. Ezt a két versszakos rengát nevezték tan-rengának (短連歌, "rövid rengának"). Más fajtája is volt, ilyen volt például a csó-renga (長連歌, "hosszú renga"). Ehhez hasonló, habár kevésbé fejlett, hagyományos japán ’kevert verses ’műfaj (lián jù 連句 – ugyanazokkal a jelekkel, mint a ’renku’) – a kínai Qin-dinasztia fejlesztette ki ezt a kínai műfajt, amely nagy valószínűséggel hatással volt a japán renga műfajra annak megszilárdulásának idejében. Habár vannak eléggé szembetűnő különbségek a két műfaj között, mégis a kínaiban van egyfajta összhang a téma és a könnyed hangvétel között, míg ezek közül pedig egyik sem fedezhető fel a japán renga műfajában; sőt a japán költészetnek a történelmét illetően, úgy mutatta be a rengát, mintha látszólag egy természetes átalakuláson ment volna keresztül.
Abban az időben, amikor a Sin Kokin Vakasút (japán ’romaji’ átiratban: Shin Kokin Wakashū) megszerkesztették, végezetül megjelent a renga típusú költészet is, mint határozott és világos versstílus. Az eredeti típusa a rengának, a hjakuin renga volt (’romaji’: hyakuin renga (百韻連歌, ”100 versszakból álló renga”)), ami 100 egybefüggő versszakból állt, amelynél csak az általános költői stíluseszközöket alkalmazták (歌言葉 utakotoba), ami még a Kokinsú-ban (’romaji’: Kokinshū) jelentek meg, az 5-7-5 és a 7-7 szótagszám szerint íródtak, és mindegyiket úgy fejezték be, hogy az utolsó két sora 7 szótagból álljon. Akkoriban a költők úgy gondolták, hogy az utakotoba szerves részét kellett képezze az alkotásnak ahhoz, hogy egy tökéletes vakát (’romaji”: waka) lehessen létrehozni, viszont nem volt megengedett más szavak használata, mert azok tönkretették volna az alkotásban rejlő igaz költészetet.
Egyre több törvényt vagy sikimokut (’romaji’: Shikimoku式目=törvények gyűjteménye, amely a sógunátus udvarára is érvényes volt) hoztak létre a Kamakura és a Muromacsi időszakában, amikkel megszabták a minimumot, hogy hány versszakonként ismétlődhet meg újra egy bizonyos téma vagy témacsoport. A renga volt az egyik legnépszerűbb költői műfaj még akkor is, amikor az Azucsi-Momojama (’romaji’: Azuchi-Momoyama) korban zavargások voltak. Mégis, amikor ennek a korszaknak vége lett, a sikimoku túl bonyolulttá és módszeressé vált, hogy ez által elnyomták a képzelőerejüket, ami eddig a renga része volt. A középkorban és az Edo korban a renga volt az a műfaj, aminek az ismerete (amit meg is követeltek, hogy ismerjék) az egyet jelentett az általános műveltséggel a magasabb társadalmi rétegekben.
Az Edo korban, ahogyan egyre több és több egyszerű városlakó ismerkedett meg a rengával, azzal párhuzamosan a sikimoku is egyre jobban leegyszerűsödött. A 36 versszakból álló Kaszen vált a legismertebbé a renga műfajának típusai közül, amelyben a hétköznapi nyelv mellett, a szleng és a kínai szavak használata is egyaránt megengedett volt. A szabályok lazításával egy olyan renga jött létre, amellyel képesek voltak nyíltabban humorizálni és több szellemességet belevinni az alkotásokba. Így született meg a renga azon típusa, amelyet úgy neveztek, hogy ’haikai no renga’ (azaz „komikus kapcsos vagy láncszemes vers”) vagy csak simán haikai, és Macuo Basó volt a legismertebb haikai költő.
A legkedveltebb típusa a rengának az Edo-korban a kaszen (歌仙) volt, egy 36 versszakból álló versláncolat. A szabály az volt, hogy a kaszennak valamilyen virágra kellett utalást tennie (rendszerint cseresznyefa virágra) kétszer, és háromszor pedig a holdra. Ezen hivatkozásokból alakult ki a hana no za (花の座, "the seat of flowers” –„a virágok helye”) és a cuki no za (’romaji’: tsuki no za月の座, "the seat of the moon" – „a hold helye”).
Az első versszakát a rengának, hokkúnak nevezték, ez volt a mai haiku költészetnek az előde. Az egyedülállő hokkut ezután átnevezték haikura még a Meiji korban a nagy japán költő és kritikus, Maszaoka Siki által. Siki volt az, aki bemutatta a haiku költészetet, mint a „haikai no ku”-nek a rövidítését, ami annyit jelentett, hogy egy versszak haikai.
Majdnem 700 évig volt a renga  a legnépszerűbb költői műfaj, de ez a népszerűség gyorsan hanyatlásnak indult a Meiji korszakban. Maszaoka Siki hiába vett részt különböző renga alkotásokban, még ő maga is beismerte, hogy „(A renga) nem irodalom” (「文学に非ず」Bungaku ni arazu)"連歌・連句 (Renga, Renku)". Japán Szótár (日本辞典 Nihon-Jiten). Frissítve 2012. december 23-án. A renga megjelenése, miszerint csoportban dolgozzanak ahhoz, hogy létrehozzanak egy alkotást nem fért össze a Nyugati stílussal, ami egyre nagyobb népszerűségnek örvendett Japánban, ahol egyszerre csak egy költő dolgozik egy alkotáson.

## Japánon kívül
Egy korai próbálkozásnak köszönhetően a renga Angliában is megjelent 1968-ban egy haikuköltészettel foglalkozó magazinban, és ugyanabban az újságban a renga és a haibun műfajoknak egy egész cikket szenteltek, amelyet 1976-ban jelentettek meg.

## Típusai
Itt végigkövethetőek a listában szereplő leggyakrabban előforduló rengatípusok, amelyeknek mindkét fajtáját használták írásban: az usint (’romaji’: ushin) és a musint (’romaji’: mushin) (renku)
| A típus neve                     | A versszakok száma | A kaishik (kaishi: írólap) száma | Oldalak száma | Eredete           | Ideje         |
| Hyakuin                          | 100                | 4                                | 8             | Ismeretlen        | 13. század    |
| Senku                            | 1000               | 40                               | 80            | Ismeretlen        |               |
| Gojūin                           | 50                 | 2                                | 4             | Ismeretlen        |               |
| Yoyoshi                          | 44                 | 2                                | 4             | Ismeretlen        |               |
| Kasen                            | 36                 | 2                                | 4             | Ismeretlen        | 1423[forrás?] |
| Han-kasen (i.e. fél-kasen)       | 18                 | 1                                | 2             | Ismeretlen        | 17. század    |
| Shisan                           | 12                 | 2                                | 4             | Kaoru Kubota      | 1970-es évek  |
| Jūnichō                          | 12                 | 1                                | 1             | Shunjin Okamoto   | 1989[forrás?] |
| Nijūin                           | 20                 | 2                                | 4             | Meiga Higashi     | 1980s         |
| Triparshva[forrás?]              | 22                 | 1                                | 3             | Norman Darlington | 2005          |
| Rokku (aka on za rokku)[forrás?] | változó            | változó                          | változó       | Haku Asanuma      | 2000          |

## Terminológia
- hokku (発句): A renga első versszaka, ami 5-7-5 szótagszámból áll. Ezt a versszakot egy különleges vendég számára alkotják meg és akkor adják elő, ez egyfajta üdvözlő versként is szolgál, amely a renga gyűlések részeként hangzik el. Tartalmaznia kell kigot (季語, "évszaki utalást”), valamint kirejit (切字, "vágószó” – szünet a szövegben, amely rendszeresen van, de nem mindig a szöveg végén található). A kigo általában arra az évszakra hivatkozik, amikor megalkották a rengát, a hokku eltűnt és helyébe megjelent a haiku költészet
- vaki (脇): A renga második versszaka, ami 7-7-es szótagszámú. Az a személy, aki segített megszervezni a gyűlést megtisztelték azzal, hogy megalkották azt.
- daiszan (第三): A renga harmadik versszaka, ami 5-7-5 szótagszámból áll. Az igének –te formával kell véget érnie ahhoz, hogy megengedje a következő költőnek az alkotói szabadságot a versszak megalkotásában.
- hiraku (平句): Minden verstípusra utalás tesz, kivéve a hokku, waki, daisan és ageku műfajokra.
- ageku (挙句): A renga utolsó versszaka. Különös figyelmet kell fordítani rá, mert ez foglalaja össze az egész rengaalkotást.
- kuage (句上げ): Egy jegyzet, ami az után készült, hogy elkészítették az agekut, hogy megmutassa gyes költők hány versszakot olvasak el.
- Kógjó (kōgyō (興行): Ez tartja össze a range gyűléseket. Csógjó-nak (張行.’romaji’:chogyo)is hívják.
- vakiokori(wakiokori (脇起り): Ha a hokkuról beszélünk, akkor említést kell tennünk egy híres költőről, Macuó Basóról, aki megalkotta az új vaki (’romaji’: waki) versformát, ami mellett kitartanak.
- cukeai (付合): Cukekatának (付け方) is  lehet hívni vagy cukeadzsinak (付け味). Olyan szavak összetétele, amelyek keveredése nem várt reakciót vált ki és a képzelőerő egy másik ágát idézi elő. Ez az egyik jellegzetes vonása a renga műfajnak.
- maeku (前句): Olyan vers, amelyben cukeai is van.
- ucsikosi (打越): A maeku előtt jelent meg ez a versforma.
- sikimoku (式目): Olyan szabályok gyűjteménye, amely megköveteli egy bizonyos stílus betartását az egész költeményen át, annak érdekében, hogy a renga műfaj továbbra is megmaradjon, ne essen szét.
- renku (連句): Új renga Basó stílusában megírva.
- szarikirai (去嫌): Olyan szabály, amely megakadályozza azt, hogy több olyan vers is létrejöjjön, melyek hasonlóak témában vagy akár gondolatmenetben, szerkezetükben.
- rinne (輪廻): Így nevezik azt, amikor valaki ugyanabban a témában, ugyanazon szavak használatával és gondolatmenettel hoz létre egy alkotást. Ezt a buddhizmusból vették át.
- kannonbiraki (観音開き): Olyan típusú fordulat, amelyben az ucsikosi és a cukeku azonos témával és gondolatmenettel rendelkezik.
- haramiku (孕み句): Egy versszak, amelyet már előre megírnak. Az ilyen versszakot figyelmen kívül kell hagyni, mivel inkább a helyszínen megtörténtek alapján kell létrehozni az alkotást.
- aszaru (求食る): Egymást követő kettő versszak. Gyakran előfordul, amikor a dasigacsi szabályt használják. Figyelmen kívül kell hagyni, hogy mások is érvényesülhessenek.
- dasigacsi (出勝ち): Olyan szabály, amelynél az első költő egyik verséből használnak fel egy versszakot, hogy egy másik alkotást hozzanak létre.
- hizaokuri (膝送り): Szabály, miszerint az összes költő kiveszi a részét, hogy hozzájáruljon az alkotáshoz.
- rendzsu (連衆): A renga és a haikai gyűlésnek a tagjai. A renga gyűlésnek a tagjait még kaisú-nak (会衆) is hívják.[12][12]
- icsiza (一座): Szó szerint, „egy hely”". Azt a csoportot jellemezte, amely a rendzsu alatt ült, és a renga még csak épp, hogy kezdetét vette.
- szósó (宗匠): May also be called sabaki (捌き). The coordinator of an ichiza, he or she is responsible for the completion of a renga. Has the authority to dismiss an improper verse. The most experienced of the renju should be the sōshōto keep the renga interesting.
- kjaku (客): Az icsiza fő vendége, aki a hokku megírásáért volt felelős.
- teisu (亭主): A renga gyűlés patrónusa, aki nyújtotta a helyet a gyűlés számára.
- suhicu (執筆): A renga „ügyintézője”, aki azért volt felelős, hogy lejegyezze a renga költeményeket és annak létrejöttének a folyamatát.
- bunnin (文音): Levelek használata (a posta), távírókészülék, telefon vagy akár faxgépek használata, hogy létrehozzanak egy rengát. Az internet (világháló) használata is elfogadott volt a bunnin típusban.